# Michael Moritzen
Michael Moritzen (født 2. november 1954 i København) er en dansk skuespiller og teaterinstruktør.
Moritzen, der er søn af skuespilleren Henning Moritzen, er uddannet instruktør fra Statens Teaterskole i 1978 og blev færdig som skuespiller fra Aarhus Teater i 1981. 
På tv har man kunnet opleve ham i serierne Bryggeren, Nikolaj og Julie og Forbrydelsen.

## Filmografi
- Det er så synd for farmand – 1968
- Dansen med Regitze – 1989
- Springflod (film) – 1990
- Lad isbjørnene danse – 1990
- De nøgne træer – 1991
- Riget I – 1994
- Albert – 1998
- Idioterne – 1998
- Når mor kommer hjem – 1998
- Et rigtigt menneske – 2001
- Okay – 2002
- Oh Happy Day – 2004
- Drabet – 2005